# Bern Nix

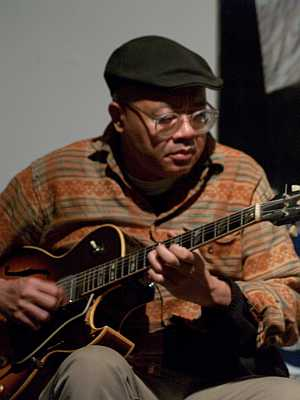
Bern Nix, 2005

Bern Nix (Toledo (Ohio), 21 september 1947 – New York, 31 mei 2017) was een Amerikaanse nowave- en jazzgitarist.

## Biografie
Nix ging op zijn elfde gitaar spelen, als tiener had hij al een voorkeur voor de akoestische gitaar. Hij studeerde aan Berklee College of Music, daarna ging hij naar New York, waar hij als muziekleraar werkte. Van 1974 tot 1987 was hij lid van Ornette Coleman's Prime Time en speelde hij mee op alle albums van de groep in die periode, van Dancing in Your Head (1976) tot en met All Languages (1987). 
Vanaf 1985 leidde hij een eigen trio. Op zijn eerste eigen album Alarms and Excursions (New World Records, 1993) speelden Fred Hopkins en Newman Taylor Baker mee. Vanaf 2009 veranderde de bezetting, bassist François Grillot kwam erbij en later drummer Jackson Krall en met Matt Lavelle werd de groep een kwartet. De groep bracht het album Negative Capability  uit en in 2006 kwam hij met zijn soloalbum Low Barometer (Tompkins Square Records).
Nix was lid van de door Denardo Coleman opgerichte en door Jayne Cortez geleide Firespitters, waarmee hij meerdere albums opnam. Tevens speelde hij mee op albums van Frank Lowe, Jemeel Moondoc en Lenore Von Stein en werkte hij samen met Julius Hemphill, John Zorn, Marc Ribot, Elliott Sharp, Ronald Shannon Jackson, James Chance and the Contortions en Kip Hanrahan.